# San Miguel del Río (Asturias)
San Miguel del Río (Samiguel del Río en asturiano y oficialmente) es una parroquia del concejo asturiano de Lena, España, y un lugar de dicha parroquia. El lugar es la única entidad de población de la parroquia.
En el pasado formó parte de la Abadía de Arbas, junto con siete pueblos actualmente leoneses.

## Toponimia
Los topónimos oficiales de la parroquia y del lugar son, en asturiano, Samiguel del Río y Samiguel, respectivamente. Ambos en referencia al arcángel Miguel.

## Situación
El término parroquial linda al norte con la parroquia de Llanos; al este con la de Pajares; al sur con la provincia de León; y al oeste con la parroquia de Telledo.
El lugar está situado en la ladera de las montañas de la cordillera Cantábrica, a una altitud de unos 780 metros, a la ribera del río Valgrande, curso alto del río Pajares, y dentro del parque natural de Las Ubiñas-La Mesa. En la Edad Media, pasaba por el lugar la ruta que comunicaba Asturias con León a través del puerto de Pajares, que formaba parte del Camino de Santiago.

## Historia
En el año 1729 formaba el concejo de la Abadía de Arbas del Puerto junto con siete pueblos foramontanos: Arbas, Casares, Cubillas, Arbas, Tonín, Vegalamosa y Viadangos. Este hecho era un vestigio del dominio jurisdiccional que la colegiata de Santa María de Arbas había ejercido más allá de la divisoria de la cordillera Cantábrica hasta 1585.
Posteriormente, en el conocido como nomenclátor de Floridablanca (1789), el lugar aparece dentro de la Abadía de Arbas, partido de León, provincia de León, Ponferrada y Asturias. La Abadía aparece como formada por ocho lugares de realengo, con jurisdicción ordinaria por los vecinos.

## Demografía
En la parroquia, de 1,93 km², estaban empadronadas en el año 2013 un total de 26 personas.
La evolución demográfica desde el año 2000 al año 2013 fue:
| 40                                            | 38 | 37 | 35 | 34 | 33 | 32 | 30 | 29 | 29 | 28 | 26 | 27 | 26 |
| (Fuente: Padrón municipal de habitantes, INE) |    |    |    |    |    |    |    |    |    |    |    |    |    |

| Gráfica de evolución demográfica de San Miguel del Río entre 2000 y 2013 |
|                                                                          |
| - Población según padrón municipal de habitantes. Fuente INE.            |

### Entidades de población
El lugar de San Miguel del Río es la única entidad de población de la parroquia, según el nomenclátor. En el pasado, estuvieron habitados los núcleos de La Malvea, Nocedo (o El Nocedo o El Nocíu), Polación y Valdarcos. La Malvea y Nocedo están incluidos en el catálogo urbanístico de protección del concejo de Lena como «Conjuntos territoriales de interés: los pueblos abandonados».

## Patrimonio
Además de los pueblos abandonado señalados, el catalógo urbanístico de protección de Lena recoge la iglesia parroquial de San Miguel como patrimonio arquitectónico religioso de interés local. El Diccionario de Madoz (1861) señalaba que dicha iglesia dependía de la abadía de Arbás.